# Notation (Musik)
Als Notation bezeichnet man in der Musik das grafische Festhalten von musikalischen Parametern wie Tonhöhe, -dauer und -lautstärke in einer dazu entwickelten, im Wesentlichen aus Noten bestehenden Notenschrift. Sie dient einerseits dazu, bereits bekannte Musikstücke schriftlich zu dokumentieren, und ersetzt so zum Teil die Überlieferung durch Vorspielen oder Vorsingen. Als Dokumentation einer Melodie lassen sich auch die Stiftwalzen und -scheiben in Drehorgel und Spieldose ansehen, aber abgesehen davon war Notenschrift bis zur Erfindung der Tonaufnahme die einzige Möglichkeit, gehörte Musik anders als durch Erinnerung festzuhalten. Der zweite große Nutzen von Notenschrift besteht darin, neue Melodien und andere musikalische Einfälle ausschließlich schriftlich auszudrücken. Erst die so erreichte Möglichkeit, eine Idee zu vermitteln, ohne sie selbst ausführen zu müssen, ermöglicht es Einzelpersonen, umfangreiche und komplexe Werke zu schaffen.

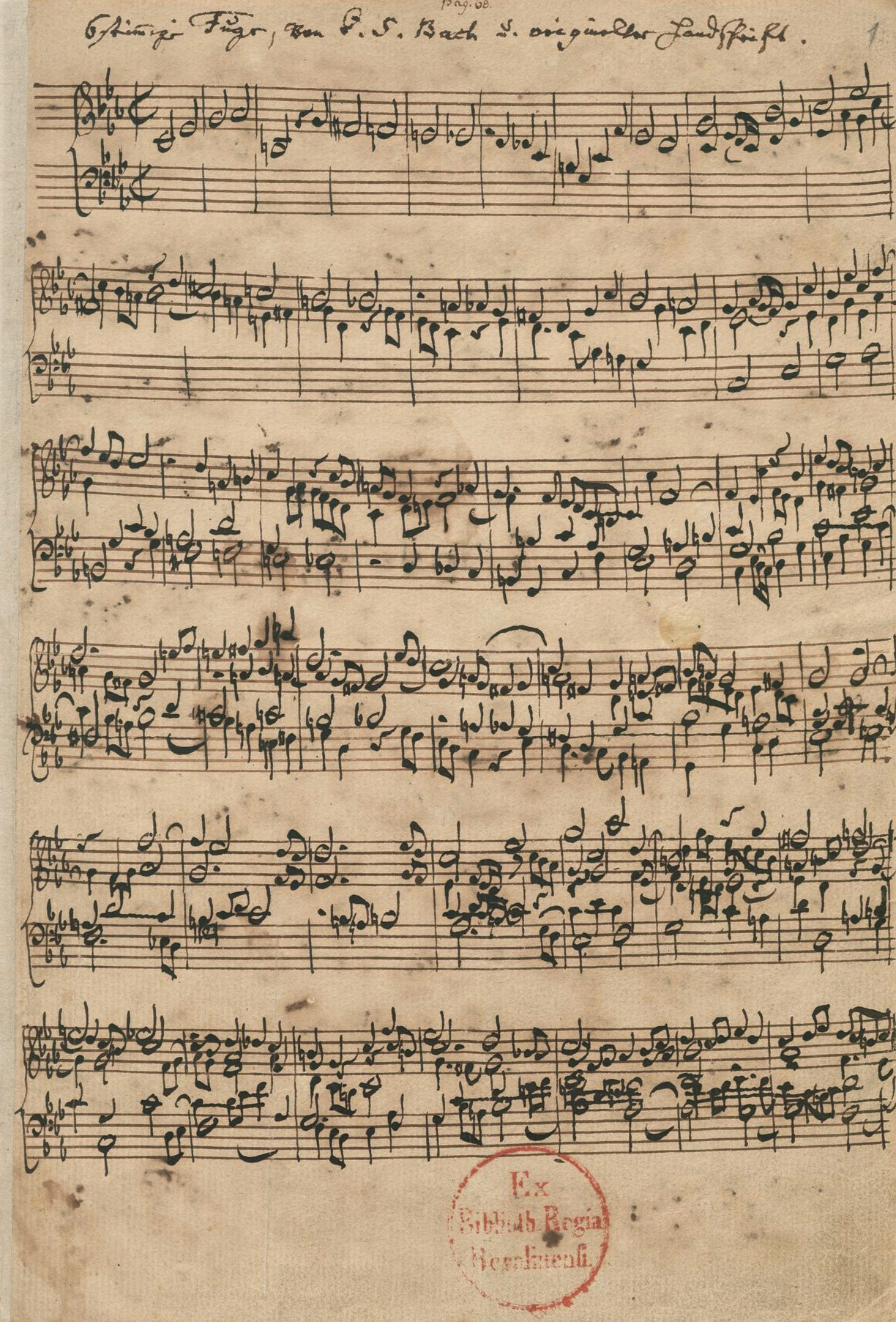
Musikalisches Opfer, Handschrift von Johann Sebastian Bach

## Die moderne westliche Notenschrift

### Elemente der Notation
Die grafischen Elemente der modernen Notenschrift sind zunächst das Notensystem aus fünf Linien, auf dem neben Informationen über Tempo, Taktart, Dynamik und Instrumentation die zu spielenden Töne in Form von Noten abgebildet sind, die von links nach rechts gelesen werden. Die verschiedenen Tondauern werden dabei durch verschiedene Notenformen (Notenwerte) dargestellt, die Tonhöhen durch die vertikale Position definiert. Zwei Notenlinien repräsentieren den Abstand einer Terz; der Abstand einer zwischen den Linien liegenden Note zu einer auf einer der Nachbarlinien liegenden beträgt eine Sekunde. Der Notenschlüssel am Beginn jedes Systems legt einen Referenzton für eine bestimmte Notenlinie fest, aus der sich die anderen Tonhöhen ableiten lassen: auf der Abbildung der Ton g’ auf der zweiten Linie von unten. Im Bild kann man also nicht nur die relativen Notenabstände (Terz und Sekunde) ablesen, sondern auch aus dem Violinschlüssel schließen, dass die Töne a’–c’’ und a’–h’ gemeint sind. Für Töne, die zu hoch oder tief sind, um auf den Linien Platz zu finden, werden Hilfslinien verwendet.

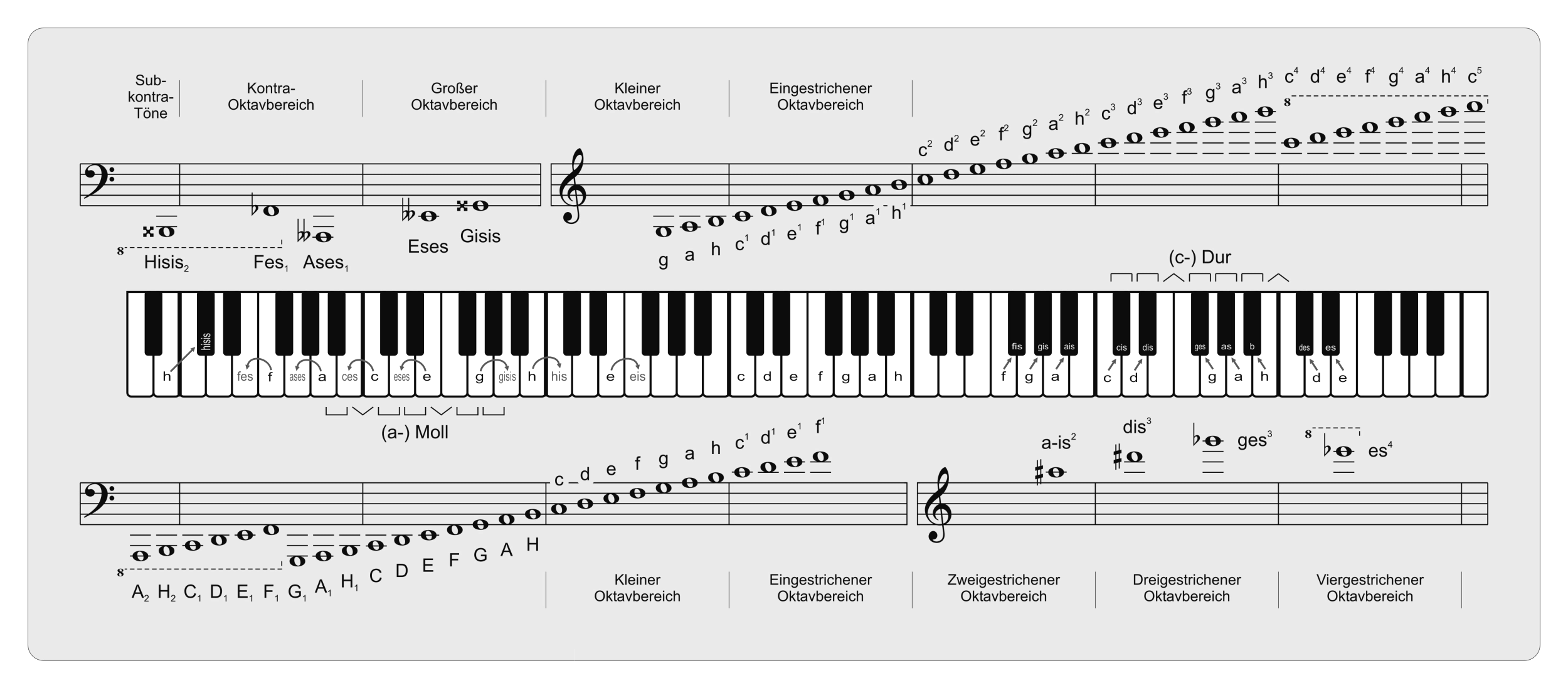
Klaviernotation

In mehrstimmigen Musikstücken ist es üblich, mehrere Notensysteme untereinanderzusetzen, die jeweils eine Stimme enthalten, so dass die gleichzeitigen musikalischen Ereignisse übereinander angeordnet sind. Man spricht dann von einer Partitur. Dabei erhalten Liniensysteme für tiefere Töne meist einen Bassschlüssel, der im Unterschied zum Violinschlüssel das kleine f als Referenzton auf der zweitoberen Linie markiert.

### Ein praktisches Beispiel
Am folgenden Beispiel einer vereinfachten Darstellung des Anfangs von Johann Strauss’ Klassiker „An der schönen blauen Donau“ (Ausschnitt anhörenⓘ) lassen sich Grundlagen der modernen Notenschrift demonstrieren:

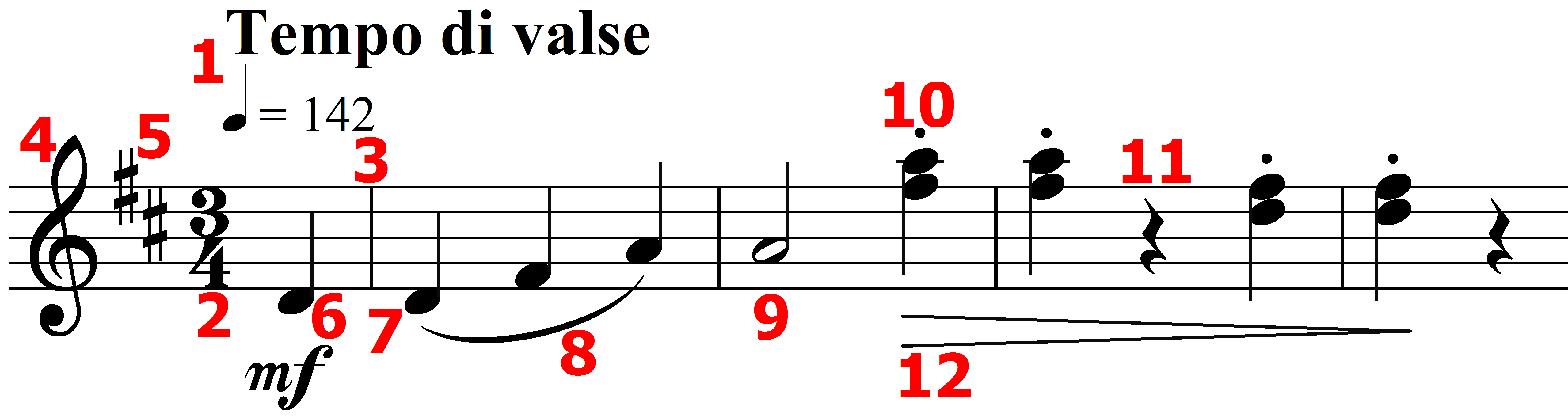
Beginn des Donauwalzers, vereinfacht notiert

1. Links oben findet sich eine Tempo-Bezeichnung in italienischer Sprache, hier in der Bedeutung „Walzertempo“. Darunter oder daneben steht die konkretere Metronom-Angabe in BPM (beats per minute) stehen, hier 142 Viertelschläge pro Minute.
2. Die Angabe der Taktart legt die Viertelnote als Referenzwert für den Grundschlag der Melodie fest: Der Drei-Viertel-Takt hat seinen Schwerpunkt am Taktbeginn, auf den Hauptschlag folgen jeweils zwei weitere Schläge, bevor ein neuer
3. Taktstrich den Beginn des nächsten Taktes anzeigt.
4. Ganz links im System befindet sich der Notenschlüssel, in diesem Fall der Violinschlüssel, der anzeigt, dass die zweitunterste Linie den Ton g’ repräsentiert. Rechts daneben stehen die
5. Vorzeichen: Die beiden Kreuze auf den Linien des f’’ und c’’ zeigen an, dass die beiden Töne f und c in sämtlichen Oktaven um einen Halbton erhöht, also als fis und cis zu lesen sind. Diese Vorzeichen gelten für das gesamte System, solange sie nicht durch andere Versetzungszeichen kurzfristig (bis zum Ende des Taktes) überschrieben oder (zumeist in Verbindung mit einem doppelten Taktstrich) durch andere Generalvorzeichen abgelöst werden. Notenschlüssel und Vorzeichen werden am Anfang jedes Systems erneut notiert.
6. Alle bisher aufgezählten Faktoren sollten vom Musiker zunächst gelesen und verarbeitet werden, bevor er die erste Note spielt: Eine Viertelnote auf dem Ton d’, deren Dynamik (Lautstärke) durch das darunterstehende mf (italienisch mezzo forte ‚mittellaut, normale Lautstärke‘) angezeigt wird. In diesem Fall folgt gleich nach der ersten Note ein Taktstrich, noch bevor ein voller Takt aus drei Viertelschlägen beendet ist. Das Stück beginnt also nicht mit dem ersten betonten, sondern mit dem unbetonten dritten Taktteil, einem Auftakt.
7. Die nächste Viertelnote (wieder d’) klingt nun auf dem ersten Schlag des nächsten Taktes. Sie ist durch einen
8. Legato- oder Bindebogen mit den folgenden Noten fis’ und a’ verbunden, die nicht neu artikuliert, sondern mit der vorherigen verbunden gespielt werden sollen.
9. Im nächsten Takt findet sich eine halbe Note a’, die die ersten zwei Schläge andauert und der eine
10. Viertelnote folgt. An dieser Stelle finden sich zwei Notenköpfe übereinander auf den Positionen fis’’ und a’’, was bedeutet, dass diese beiden Töne zugleich erklingen sollen. Außerdem gibt es darüber noch einen Staccato-Punkt, der eine besonders kurze Artikulation anzeigt. Nach erneutem Anspielen dieses Zweiklangs am nächsten Taktbeginn folgt eine
11. Pause in der Länge eines Viertelschlages. Mit dem folgenden Auftakt wird das vorige Motiv eine Terz tiefer wiederholt.
12. Unter den letzten drei Takten ist eine Decrescendo-Gabel, die ein Abnehmen der Lautstärke verlangt; ebenso gut könnte man „decresc.“ oder „dim.“ (diminuendo) schreiben. In der Regel werden unter das System in kursiver Schrift jene Anweisungen geschrieben, die sich auf die Dynamik und den Vortrags-Charakter beziehen, über den Noten finden sich in fetteren Lettern die Informationen über das Tempo, wie „accel.“ (accelerando) oder „a tempo“.

## Geschichte

### Antike und außereuropäische Notenschrift
Vieles deutet darauf hin, dass im alten Ägypten seit dem 3. Jahrtausend v. Chr. eine Art Notenschrift existierte und auch andere Völker versuchten, Musik schriftlich festzuhalten.

Das Seikilos-Epitaph

Die erste voll entwickelte und heute vollständig entzifferte Notation ist die griechische, deren erstes Auftreten unterschiedlichen Quellen zufolge schon im 7. Jahrhundert v. Chr. oder erst um 250 v. Chr. zu datieren ist. Diese Notenschrift verwendete Buchstaben – möglicherweise nach den Saiten der Kithara benannt – für die Tonhöhe und markierte mit darüber geschriebenen Symbolen die Tondauer. Sie ist auf vielen Fragmenten überliefert, allerdings gibt es nur eine einzige Komposition, die auf diese Art durch eine Inschrift vollständig erhalten ist, das Seikilos-Epitaph, das im 2. Jahrhundert n. Chr. in einen Grabstein in der Nähe von Ephesos gemeißelt wurde.
In Europa ging die griechische Notation mit dem Fall des Römischen Reiches verloren, ihre spätere Entzifferung war nur mit Hilfe römischer musiktheoretischer Schriften aus den ersten nachchristlichen Jahrhunderten möglich. Wie schnell diese Tradition aber vergessen wurde, zeigt folgendes Zitat des Kirchenvaters und Bischofs Isidor von Sevilla aus seinen Etymologiae (um 625), in dem er behauptet, es sei unmöglich, Musik zu notieren:

“Nisi enim ab homine memoria teneantur, soni pereunt, quia scribi non possunt”

„Wenn sie nämlich nicht vom Menschen im Gedächtnis behalten werden, vergehen die Töne, weil sie sich nicht aufschreiben lassen.“

Außerhalb von Europa entwickelten sich vor allem in China, Japan und Indien Notationssysteme, die häufig neben oder über dem gesungenen Text die Melodie in kleineren Schriftzeichen notierten, rhythmisch aber viele Freiheiten ließen. Abgesehen davon wurden aber auch Tabulatur-Schriften für instrumentale Kompositionen verwendet. Die arabische Notenschrift, die ab dem 13. Jahrhundert in Gebrauch war, wurzelt vor allem in der dort noch überlieferten griechischen Tradition, entwickelte sich aber kaum weiter, da der improvisatorische Charakter der Musik überwog.
Überhaupt lässt sich feststellen, dass abgesehen von den Griechen bei den meisten Völkern die Notenschrift eher als eine Erinnerungsstütze für größtenteils improvisierte Musik diente und weniger dazu, Melodien für die Nachwelt zu konservieren. Das genauere Notensystem entwickelte sich in Europa auch deshalb, weil die freiere, improvisierte Musik zugunsten der kirchlichen Tradition der komponierten und rituell wiederholbaren Psalmodien und Choräle in den Hintergrund geriet.

### Neumen

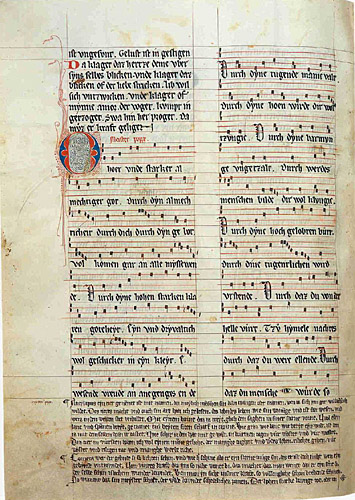
Jenaer Liederhandschrift, Neumen im Liniensystem

Lambacher Messe, Neumen über dem Text

In der Mitte des 9. Jahrhunderts entwickelte sich in europäischen Klöstern eine neue Art der Musikschrift für den gregorianischen Choral, die Neumen als Symbole benutzte, welche man über den Text notierte. Sie stellten die Verbildlichung der Winkbewegungen des Chorleiters oder des Sängers (griechisch νεύμα neuma, deutsch ‚Wink‘) dar. So stand eine einzelne Neume für eine bestimmte melodische Floskel. In verschiedenen Ländern und Klöstern wurden allerdings unterschiedliche grafische Zeichen verwendet. Die älteste Quelle dieser Notation findet sich in der Musica disciplina von Aurelian von Réôme um 850. Früher datierende Fragmente visigotischer Neumen von der Iberischen Halbinsel konnten noch nicht entziffert werden. Aus dem Ende des 12. Jahrhunderts stammt das nebenstehend abgebildete Lambacher Missale, dessen Original im Stift Melk liegt.

### Guido von Arezzo
Der linienlosen adiastematischen Neumennotation wurden allmählich Linien hinzugefügt, zunächst zwei farbige Notenlinien für die Töne f und c, um die Halbtonschritte e–f und h–c zu markieren. Um auch die Tonschritte zwischen den Linien genau zu erfassen, fügte Guido von Arezzo zu Beginn des 11. Jahrhunderts zwischen die f- und die c-Linie eine dritte Linie ein. Das Terzliniensystem, mit dem sich jeder diatonische Schritt genau bezeichnen lässt, war erfunden. Guido empfahl auch – je nach Gebrauch – über oder unter die drei Linien eine vierte Linie zu setzen.
Statt der Farben verwendete Guido nun Buchstaben (c oder f) am Beginn eines Systems, um eine der Halbtonpositionen zu markieren. Damit hatte Guido auch den Notenschlüssel erfunden. Er verwendete vor allem ein kleines c, mit dem das c1 gesetzt wurde. Das f kam seltener vor, hat aber als F-Schlüssel (Bassschlüssel) die Zeiten überdauert.
Guido erkannte im praktischen Unterricht, dass diese nunmehr diastematische Notation immer noch eine didaktische Schwäche enthält. Obwohl die modalen Verhältnisse der Tonschritte relativ gleich bleiben, werden sie je nach Tonhöhe anders benannt. Deshalb erfand Guido ergänzend die relative Solmisation, in der sowohl der Halbtonschritt e–f als auch der Halbtonschritt h–c (später auch a–b) mit den immer gleichen Tonsilben „mi–fa“ gesungen wird.
Guidos Leistungen sind demnach didaktisch motiviert. Mit dem Terzliniensystem visualisiert er erstmals Tonschritte exakt; mit der relativen Solmisation benennt er funktional die Halbtonschritte, so dass Schüler sie immer gleich artikulieren und singen; mit der Guidonischen Hand schließlich bezieht Guido die „begreifende“ Hand in den Lernprozess ein. Diese Bündelung verschiedener Reize ist so wirkungsvoll, dass Musikpädagogen Guidos Methode bis heute unverändert – zumindest in didaktischer Hinsicht – anwenden.
Sinn der Solmisation ist es nicht, die absolute Notation zu ersetzen, sondern bloß die relativen Beziehungen der Töne dem Gedächtnis einzuprägen, ähnlich wie arabische Ziffern verwendet werden, um Melodien (1 = immer Grundton), oder römische Ziffern, um Harmonien zu bezeichnen (I = Tonika). Sinn und Notwendigkeit der diastematischen Notation wird durch diese didaktischen Maßnahmen keineswegs in Frage gestellt.
Zur Zeit Guidos und noch lange danach kam man insbesondere für den Gesang meist mit vier Linien aus. Dies lag nicht bloß am geringen Tonumfang der Choräle, sondern auch an den flexiblen Schlüsseln. Sie ermöglichten es, den Tonumfang einer Stimme oder einer Melodie in das Liniensystem einzupassen. Das vierlinige Neumensystem mit C-Schlüssel ist in Verbindung mit den Neumen der Quadratnotation in der Kirchenmusik bis heute in Gebrauch. Für besonders hohe oder tiefe Töne wurden und werden ebenso wie in der modernen Notation Hilfslinien verwendet. Diese Art der Notation mit vier durchgehenden Notenlinien findet sich auch heute noch in Choralbüchern.
Für andere Zwecke und unterschiedliche Musikinstrumente wurden bald auch Systeme mit mehr oder weniger Linien verwendet. Das moderne System mit fünf Linien entstand im Frankreich des 16. Jahrhunderts, doch waren bis ins 17. Jahrhundert hinein noch andere Schreibweisen üblich. Der von Guido bevorzugte C-Schlüssel wurde in vielen Bereichen vom F- und G-Schlüssel ersetzt, die praktisch nur noch in der Form als Violin- und Bassschlüssel Verwendung finden.

### Modalnotation
Um auch speziell die Rhythmik in der Notation festhalten zu können, entwickelte sich in Westeuropa während der so genannten Notre-Dame-Epoche im 12. Jahrhundert bis zum Beginn des 13. Jahrhunderts die Modalnotation. Diese basiert im Gegensatz zu der heute verwendeten Notation nicht auf einzelnen Schlägen im Taktgefüge, sondern auf sechs Elementarrhythmen (Modi), die sich an griechischen Versmaßen orientieren. Jeder Modus wird durch eine Ligatur (Gruppe von 2–4 Noten) in Quadratnotation beschrieben.

### Mensuralnotation
Da die Modalnotation nur eine festgelegte Anzahl an verschiedenen Rhythmen zuließ, ergab sich bald vor allem für die Niederschrift rein instrumentaler Musik die Notwendigkeit einer Reform. Mit der Einführung der (schwarzen) Mensuralnotation im 13. Jahrhundert (Ars Nova) wurde durch die Verwendung verschiedener Notenwerte auch der Rhythmus notierbar. Die damaligen Notenwerte hießen Maxima, Longa, Brevis, Semibrevis, Minima und Semiminima, ihr genaues metrisches Verhältnis hing von der verwendeten Mensur und dem Wert der Nachbarnote(n) ab.

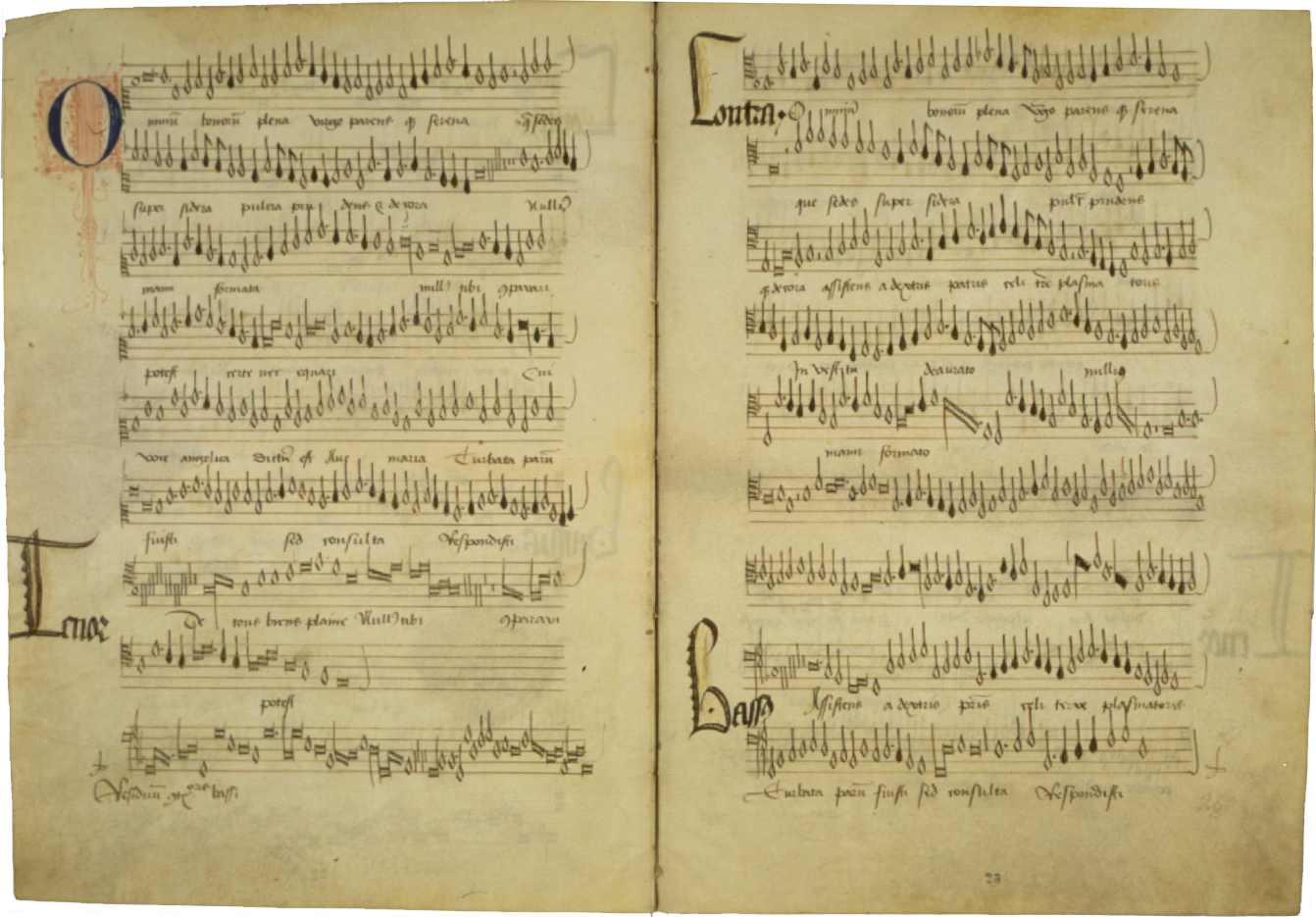
Motette aus dem 15. Jahrhundert, weiße Mensuralnotation

Im 15. Jahrhundert wurde durch die Vergrößerung der Handschriften das Ausfüllen der Notenköpfe zu aufwendig, es wurde zu viel kostbare Tinte gebraucht, außerdem war das verwendete Papier dünn und konnte leicht reißen, wenn es zu feucht war: Es entstand die sogenannte weiße Mensuralnotation. Die Schwärzung erfolgte nur noch zur Kennzeichnung besonders kleiner Notenwerte  (vgl. die nebenstehenden Seiten einer vermutlich 1472 komponierten Motette von Loyset Compère).

#### Rhythmusnotation
1280 entwickelte Franco von Köln die erste präzise Rhythmusnotation, die in komplexen Werken, die jedoch entgegen dem damaligen Gebrauch improvisationsfeindlich waren, Niederschlag fand. Sie beruht auf der (perfekten) Drei- und (imperfekten) Zweiteilung der Notenlängen. (Sie wurden im Notenbild durch Einklammerung in Punkten auf das Maß der Länge der Brevis bezogen.)
Die Ars Nova konnte mit Isoperiodik (des Tenors) und Isorhythmik in den Perioden komplexe (polyrhythmische) Werke schaffen.
In der franco-flämischen Renaissance vereinfachte sich wieder die komplizierte Rhythmik der Ars Nova zu einfacheren Proportionen.
Weiter bestimmte der Rhythmus in seinem Grundmuster die Form, der man in Tänzen bestimmten Charakter zuschrieb, die man in Suiten zusammenfasste und standardisierte.

Mit der Mensuralnotation festigte sich die rhythmisch exakte Notation (bis in die Frühromantik (Triolen und höhere Unterteilungen), je schwieriger die Notation aussieht, umso jünger ist sie.) Die anfänglich ungenaue Punktierung präzisierte Quantz im Barock zum heute üblichen Begriff (der Dreiteilung).

### Das moderne Taktmaß
Im 15. Jahrhundert begann man auch damit, Notensysteme mit Hilfe vertikaler Linien, so genannter Mensurenstriche, in Abschnitte zu teilen. Diese Teile waren aber keine Takte im modernen Sinn, da die Musik jener Zeit sehr unregelmäßige Muster innehatte, sondern wurden zu Hilfe genommen, um in Partituren anzuzeigen, an welchen Stellen die verschiedenen Stimmen zugleich zu spielen oder singen hatten.
Gegen Ende des 17. Jahrhunderts wurde das moderne rhythmische System mit Taktarten und Taktstrichen eingeführt, das als Notenzeichen die kleineren Werte der weißen Mensuralnotation mitnahm.
Aus der Geschichte der modernen Notation lässt sich ersehen, dass ihre Entwicklung hauptsächlich aus den Anforderungen für gesungene Musik entstand, und tatsächlich hört man oft, dass sie für die Niederschrift von Instrumentalmusik ungeeignet wäre. Die zahlreichen Versuche in den letzten beiden Jahrhunderten, das System der Notenschrift zu reformieren, schlugen aber sämtlich fehl, sei es aufgrund der konservativen Einstellung der Musiker oder weil die neu entworfenen Systeme doch schlechter geeignet waren als das alte. Für gewisse Spezialgebiete gibt es aber auch alternative Notenschriften, die zum Teil auf uralten Traditionen beruhen.

## Der Notensatz von der Handschrift zum Computerdruck

### Kopisten

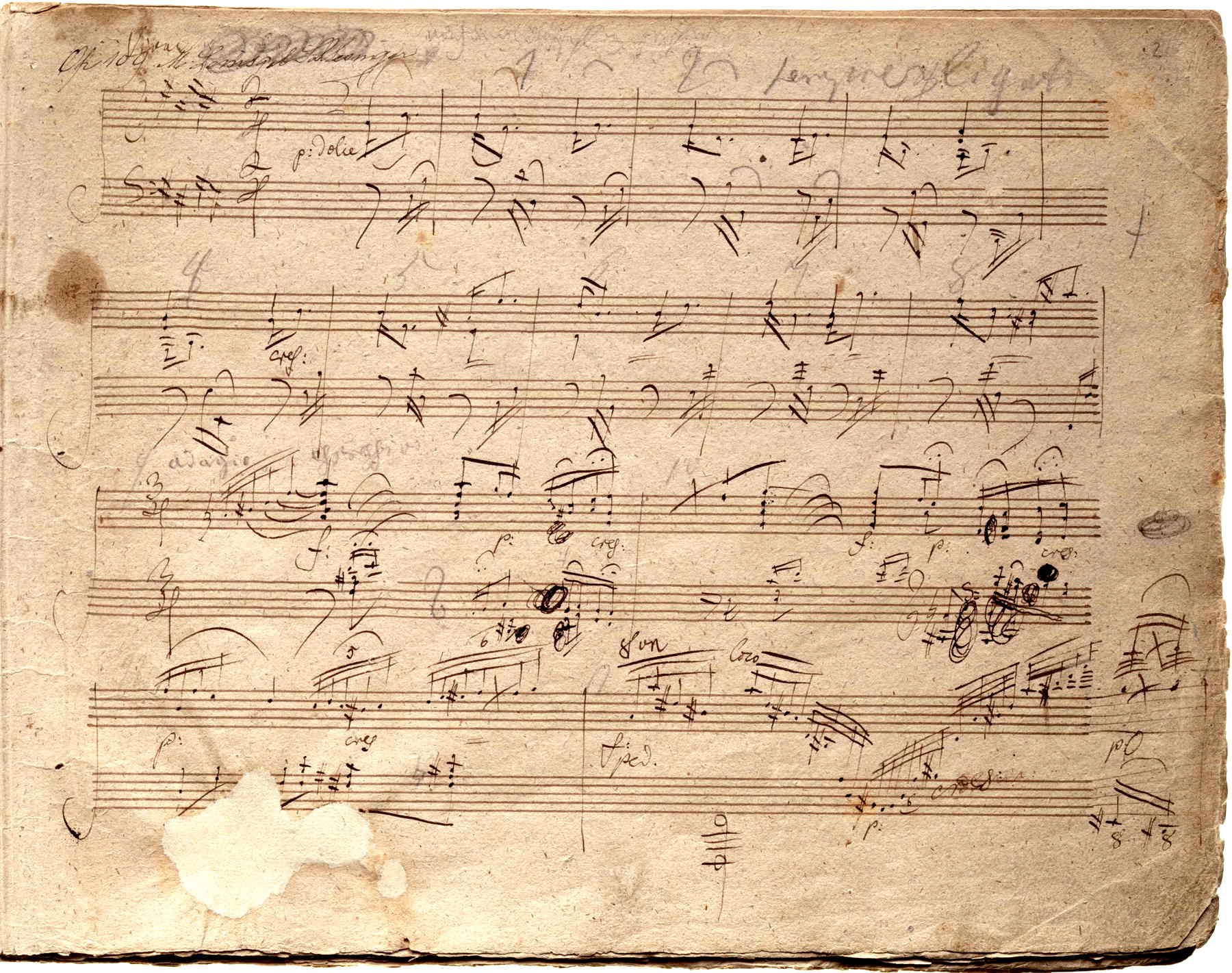
Beethovens ungestüme Notenschrift (Klaviersonate op. 109)

Die Entwicklung des Notensatzes verlief ähnlich wie die Geschichte des geschriebenen Wortes. Nach in Stein gemeißelten oder in Ton geritzten Notentexten entwickelten sich bald Tinte und Papier zum idealen Medium.
Die mehr oder weniger leserlichen Handschriften verschiedener Komponisten können viel über ihre Persönlichkeit aussagen, man vergleiche nur Johann Sebastian Bachs einheitliche und kontrollierte Handschrift (ganz oben abgebildet) mit nebenstehendem Ausschnitt von Ludwig van Beethovens E-Dur-Sonate op. 109. Bis heute ist die Entzifferung der Autographe eine schwierige Expertenarbeit, wenn es zu unterscheiden gilt, ob ein Staccato-Punkt oder nur ein Tintenfleck vorliegt, oder wenn – wie häufig bei Franz Schubert der Fall – die grafischen Zwischenstufen von Akzent-Keil zu Diminuendo-Gabel in der Drucklegung adäquat wiedergegeben werden sollen.
Wenn der Komponist die Partitur eines neuen Orchesterwerks geschrieben hatte, war es die Aufgabe von Kopisten, die Stimmen der einzelnen Instrumente daraus abzuschreiben, was eine zeitraubende Arbeit war. War das Stück erst im letzten Moment fertigkomponiert, musste es schnell gehen, und aus vielen Zeitzeugnissen sind Schilderungen von „noch feuchten Notenblättern“ bekannt, aus denen die Musiker eine Uraufführung spielten.

### Buchdruck

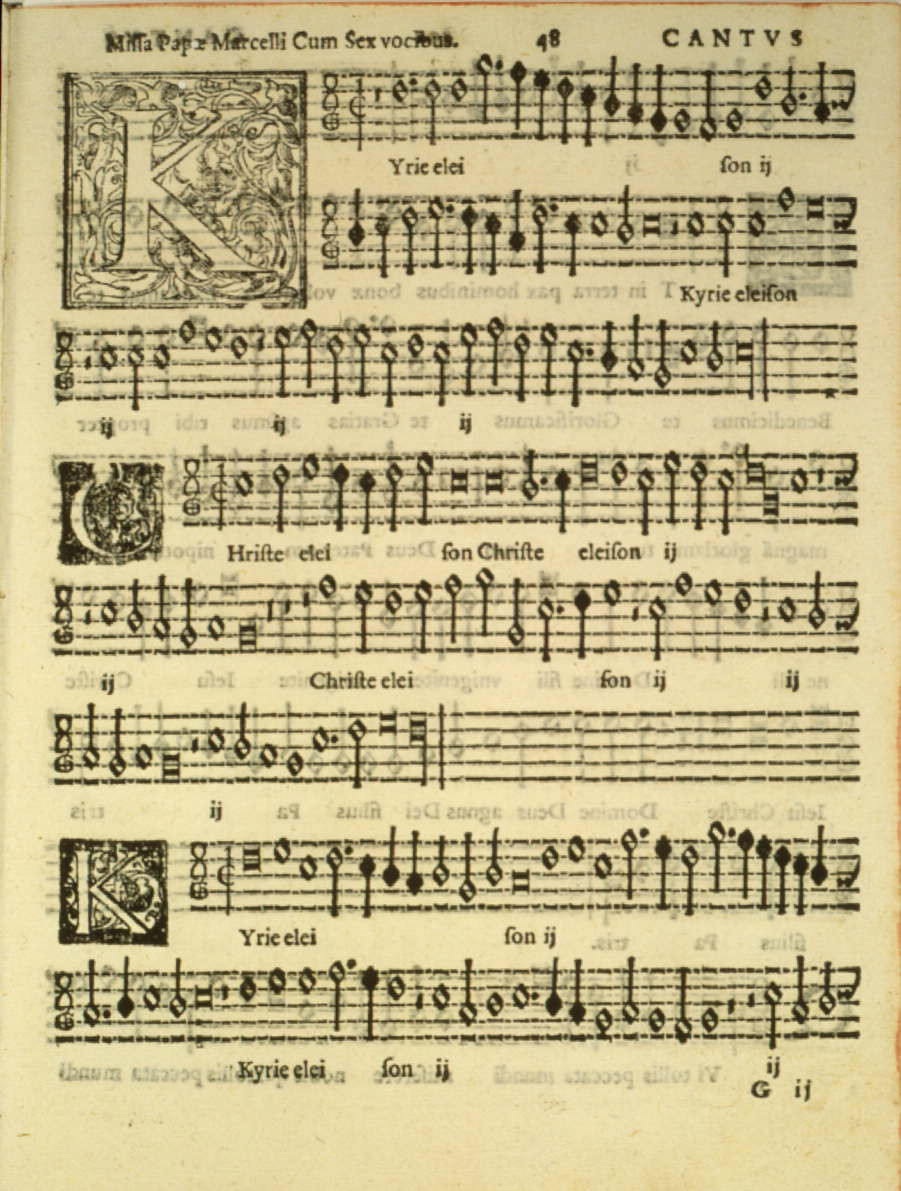
Missa Papae Marcelli, weiße Mensuralnotation

Nach der Einführung des Buchdrucks begannen auch die Notenschreiber, mit dieser Technik zu experimentieren, und druckten nach gestochenen oder geschnittenen Vorlagen aus Holz und Metall. Später wurde auch das Prinzip der beweglichen Lettern auf den Notendruck übertragen, wie es in der nebenstehenden Abbildung aus Palestrinas Missa Papae Marcelli zu sehen ist. 1498 erfand der Venezianer Ottaviano Petrucci den Notendruck mit beweglichen Lettern, seine Erfindung machte Venedig für die nächsten Jahrzehnte zum europäischen Zentrum des Notendrucks. Für den Notensatz mit beweglichen, frei kombinierbaren Typen war das Publikationsschaffen von Pierre Attaingnant von besonderer Bedeutung. Erstmals konnten musikalische Werke in hohen Auflagen erscheinen und einer breiten Öffentlichkeit zugänglich gemacht werden. Der weitaus größere Teil der Musik wurde allerdings weiterhin aus handgeschriebenem Material gespielt.

### Notenstich
Im 18. Jahrhundert wurde der Notenstich mit Kupferplatten in Frankreich immer verbreiteter, und durch seine überragende Qualität setzte er sich in den wichtigen Musikverlagshäusern Europas bald durch. Die heikle Aufgabe des Notenstechers besteht darin, die Aufteilung der Systeme und Takte mit all ihren zusätzlichen Beschriftungen und Symbolen am Blatt so anzuordnen, dass sich für den Spieler ein organisch zu lesendes Ganzes mit geeigneten Stellen zum Umblättern ergibt, und dieses Layout auf der Notenstichplatte (Blei-Zinn-Antimon-Legierung) spiegelverkehrt zu skizzieren. Der eigentliche Stechvorgang erfolgt dann mit einem Rastral, mit dem die fünf parallelen Notenlinien auf einmal gezogen werden, verschiedenen Stahlstempeln und anderen Ritz- und Stechwerkzeugen. Als Unterlage dient ein gebrauchter Lithographiestein. Dabei werden Schlüssel, Vorzeichen, Noten, kleine Bögen, Klammern und die vollständige Schrift mit Stahlstempeln eingeschlagen. Notenhälse, Balken, kleine Taktstriche und größere Bögen werden mit Stahlsticheln (entsprechend denen aus dem Kupferstich) gestochen. Crescendi und lange Taktstriche über mehrere Systeme werden mit dem so genannten Ziehhaken gezogen. Vor dem endgültigen Druck wird ein so genannter Grünabzug (Hochdruckverfahren) zur Korrektur gemacht. Bei der Korrektur wird mit Hilfe einer gebogenen Zange die fehlerhafte Stelle auf der Rückseite der Notenstichplatte markiert. Danach wird das Blei der fehlerhaften Stelle mit Hilfe eines Nagelpunktes nach oben getrieben. Nach diversen Glättungs- und Entgratungsvorgängen kann die Korrektur durchgeführt, also das entsprechende Zeichen an die nunmehr richtige Stelle gebracht werden. Die Herstellung einer Notenstichseite dauert je nach Inhalt zwischen 8 und 12 Stunden.

### Lithographie
Zwischen 1796 und 1798 entwickelte Alois Senefelder auf der Basis von Solnhofener Plattenkalk ein Flachdruckverfahren, das sich für die schnelle und kostengünstige Vervielfältigung von Notenblättern eignete. Das Verfahren wurde später unter dem Namen Lithographie oder Steindruck bekannt und von vielen Künstlern aufgegriffen.

### Haftreibeverfahren
Eine Sonderform der Herstellung von Noten bestand darin, dass der Notenstecher die entsprechenden Notenlinien und den Text auf einem Karton markierte. Diese Vorlage wurde dann im Lichtsatzverfahren (Fotosatz) auf eine Folie gebracht. Auf diese Folie wurden dann Schlüssel, Noten, Hälse etc. analog den bekannten Haftreibebuchstaben aufgerieben. Qualitativ war dieses Verfahren dem konventionellen Notenstich unterlegen. Der Zeitaufwand zur Herstellung einer Notenseite entsprach in etwa dem einer Notenstichseite, jedoch fiel hier die Bleibelastung der Notenstecher weg. In der DDR wurde dieses Verfahren seit etwa 1978 genutzt.

### Notenschreibapparat

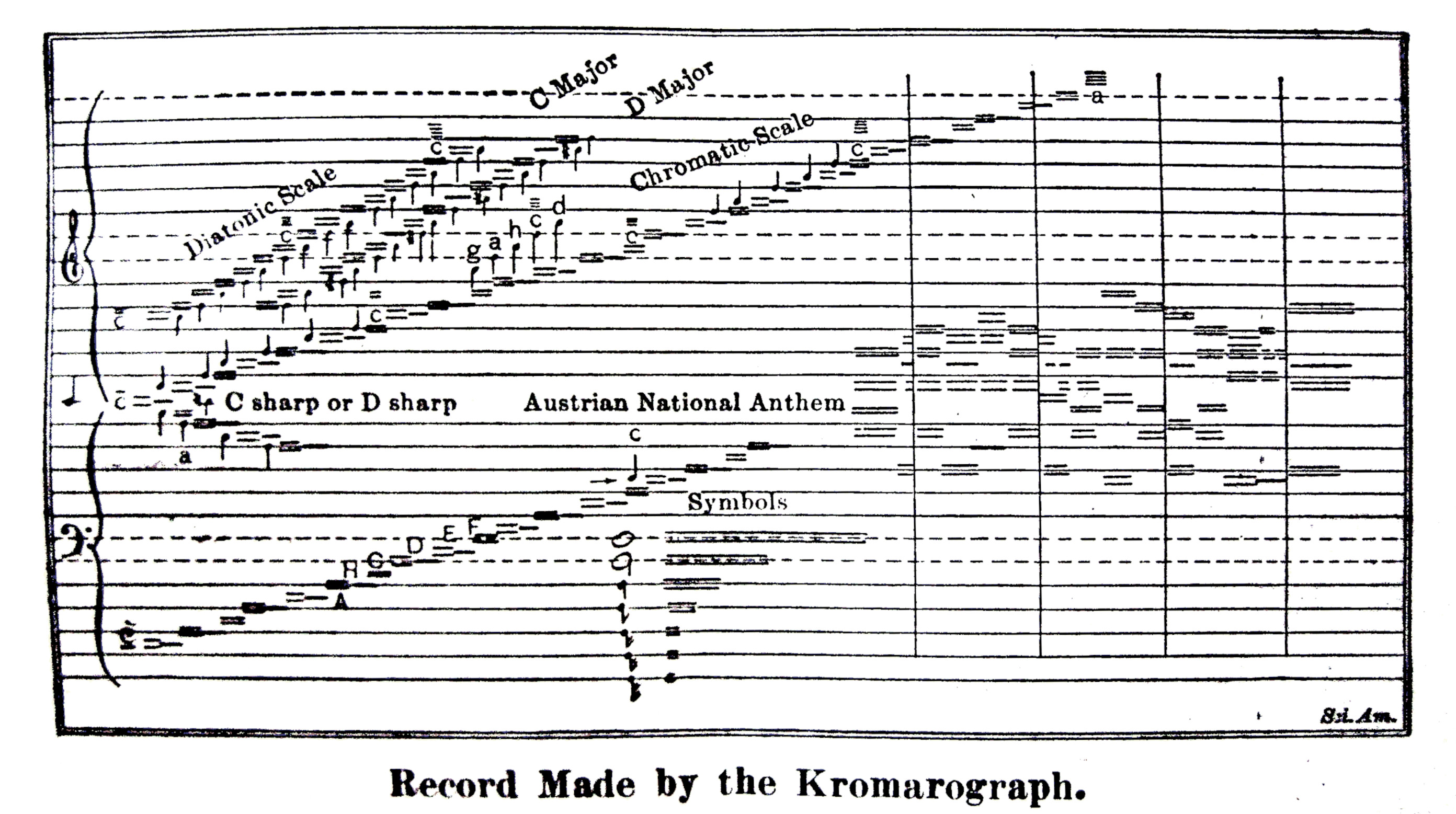
Österreichische Bundeshymne, aufgezeichnet mit dem Kromarograph

Um 1900 entwickelte der Wiener Laurenz Kromar den Kromarographen, einen automatischen Notenschreibapparat zur Aufzeichnung von Improvisationen auf dem Klavier. Dieser Entwicklung waren seit dem 18. Jahrhundert ähnliche Versuche vorausgegangen, die aber im Gegensatz zu Kromars Entwicklung nicht zu befriedigenden Ergebnissen geführt hatten. „Der Kromarograph erfüllt nicht bloß zur raschen, getreuen Aufzeichnung von Improvisationen oder Kompositionen seinen Zweck, sondern der benutzte elektrische Strom bringt ein genaues Bild des Spieles, zeichnet die Korrektheit desselben wie jeden unterlaufenen Fehler nachweisbar und unnachsichtlich auf.“

### Computernotensatz
Die ersten Experimente, Computer für den Notendruck einzusetzen, fanden schon in den 1960er Jahren statt, ernstzunehmende Ergebnisse gibt es seit den 1990er Jahren. Neben Closed-Source-Notensatzprogrammen wie Finale,  PriMus, Score, Sibelius oder capella, die handgestochene Noten auch bei renommierten Musikverlagen immer mehr ersetzen, findet man auch Open-Source-Lösungen wie LilyPond, MuseScore, MusiXTeX oder ABC und ABC Plus.
Im Bereich der populären Musik werden heute zum Beispiel Programme wie Logic oder Cubase verwendet. Dies sind Sequenzer-Programme, in die auch Notendruckfunktionen integriert worden sind. Dabei können diese Sequenzer-Programme helfen, den Aufwand herabzusetzen, der für den hochwertigen Notensatz erforderlich ist: Es lassen sich MIDI-Dateien exportieren, die in Satzprogramme importiert werden können; die Notendarstellung muss also lediglich noch angepasst, nicht von Grund auf erstellt werden.
Es wird in der Regel als angenehmer empfunden, aus Noten zu spielen, die von einem geübten Notensetzer von Hand geschrieben oder gesetzt sind. Als besonders negativer Trend wird empfunden, dass Verlage aus Kostengründen zunehmend auch Noten herausgeben, die nicht von professionellen Notensetzern gesetzt worden sind und daher nicht immer hohen Ansprüchen genügen. Dies ist häufig bei populärer oder pädagogischer Musik der Fall, wenn z. B. der Autor einer Schule sein Werk komplett gesetzt und mit fertigem Layout zum Druck einreicht.

## Alternative Notationssysteme

### Tabulatur

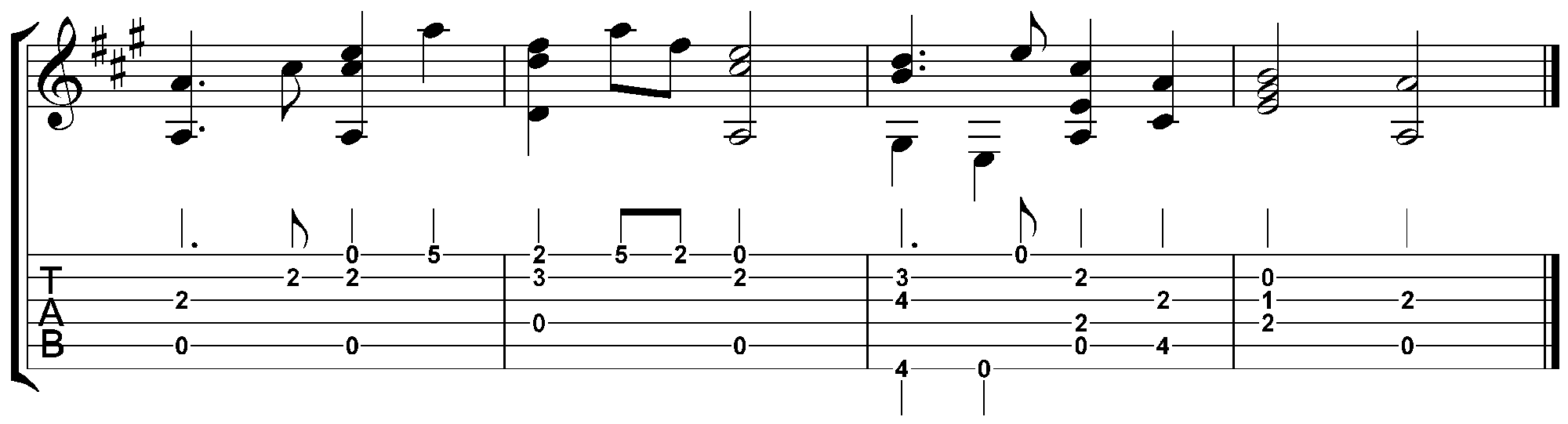
Notenschrift und Gitarrentabulatur

Tabulaturen (Griffzeichenschrift) wurden früher entwickelt als die moderne Notenschrift und wurden für Zupf-, Streich- und Tasteninstrumente verwendet, seltener auch für Holzblasinstrumente. Vor allem Lautenisten und Gitarristen behielten bis gegen Ende des 18. Jahrhunderts die Griffzeichenschrift bei. Gitarrentabulaturen sind im 20. Jahrhundert wieder in Gebrauch gekommen.
Rechts ist der Beginn des Liedes „Alle Vöglein sind schon da“ abgebildet. Rhythmuszeichen in Tabulaturen für Lauteninstrumente (siehe Historische Lautentabulaturen) bezeichnet nicht einzelne Notenwerte, sondern die Dauer bis zum Erklingen des nächsten Tones. In moderner Gitarrentabulatur jedoch können die Werte der einzelnen Töne bezeichnet werden (siehe moderne Gitarrentabulatur).
Eine besondere Art der Tabulatur ist das 1931 entwickelte Notationssystem Klavarskribo („Tastaturschrift“), eine Notation für Tasteninstrumente, die vom Niederländer Cornelis Pot entwickelt wurde. Klavarskribo wird vertikal von oben nach unten notiert. Gruppen aus jeweils zwei oder drei Linien stehen für die schwarzen Tasten, die Notensymbole werden auf oder zwischen diesen Linien angeordnet.
Die Steirische Harmonika wird von Akkordeonschulen neben der üblichen Notation häufig nach Gehör oder mit einer Griffschrift nach Max Rosenzopf (1937–2020) gespielt und gelehrt.

### Tonnamen
In Texten über Musik oder in Ermangelung von Notenpapier werden die Töne einer Melodie oft anhand ihrer Tonnamen beschrieben. Durch Groß- und Kleinschreibung und Strichsetzung bzw. Indizierung oder Nummerierung lässt sich einem Ton eine eindeutige Oktavbezeichnung zuordnen. Die Melodie des Donauwalzers im Beispiel oben könnte so notiert werden: „3/4: d¹ | d¹ fis¹ a¹ | a¹ a² | a²“ usw. Statt fis kann auch f♯ geschrieben werden, ebenso a♭ statt as. Zu beachten sind hier aber auch anderssprachige Tonbezeichnungen, deren Unkenntnis Missverständnisse hervorrufen kann.

Darstellung in einem Tracker-Programm. Zwei Spuren eines Instrumentes, mit eingegebenen Parametern zu Tonhöhe und Tondauer (zweistelliges Zahlenfeld).

Besonders in digitalen Textformaten hat sich auch eine alternative Kurznotation entwickelt, die, ausgehend von der 88-Tasten-Standardklaviatur, die Oktaven von unten bis oben durchzählt, angefangen jeweils beim C. Das Kontra-C (‚C) ist das erste C auf der Klaviatur, es heißt deswegen C1. Das fünfgestrichene c (c’’’’’), die höchste Taste, ist das achte C auf der Klaviatur und heißt demnach C8. Die Halbtöne werden unabhängig von ihrem Harmoniezusammenhang mit ♯ als erhöht dargestellt (siehe dazu enharmonische Verwechslung), ges’’ würde so zum Beispiel als F♯5 geschrieben werden.
Diese Schreibweise wird beispielsweise in Tracker-Musikprogrammen verwendet. Die Zeitachse verläuft hier vertikal von oben nach unten. Die Wahl der zeitlichen Schrittweite ist dabei ausschließlich Interpretationssache. Oftmals entspricht eine Zeile einer 16tel-Note, mit Tempiwechseln kann aber auch ein komplexes Gebilde wie 30-prozentiger Swing erreicht werden. Die Tonhöhe wird in der beschriebenen Notation eingetragen. Die Kompaktheit dieser quasi eindimensionalen Notenschreibweise ermöglicht eine übersichtliche Notation weiterer musikalischer Parameter wie Länge oder Lautstärke, aber auch spezifisch elektronischer Bearbeitungsmöglichkeiten, die die Klangfarbe beeinflussen.
Weitere Möglichkeiten, Töne zu benennen, sind die relative und die absolute Solmisation, die ihre Tonnamen auf Guido von Arezzo zurückführen, das Jale-System von Richard Münnich, die Damenisation und die Tonwort-Methode von Carl Eitz.

### Ziffernnotation
In vielen Kulturen wird die Partitur hauptsächlich über Zahlen, Buchstaben oder einheimische Zeichen dargestellt, die die Notenfolge repräsentieren. Dies ist beispielsweise der Fall bei der chinesischen Musik (jianpu oder gongche), bei der indischen Musik (sargam) und in Indonesien (kepatihan). Diese andersartigen Systeme werden zusammengefasst als Ziffernnotation bezeichnet.
Als Beispiel soll hierbei die Zahlennotation angeführt werden, wie sie im jianpu Verwendung findet. Dabei sind beispielsweise die Zahlen 1 bis 7 den Tonstufen der Durskala zugeordnet. Bei einem Stück in C-Dur sind dies:
```
Note:     C   D   E   F   G   A   H
Solfege:  do  re  mi  fa  sol la  si
Notation: 1   2   3   4   5   6   7
```

Ursprung dieser Notation ist die Ziffernnotation nach Emilé Chevé.

### Shape Notes

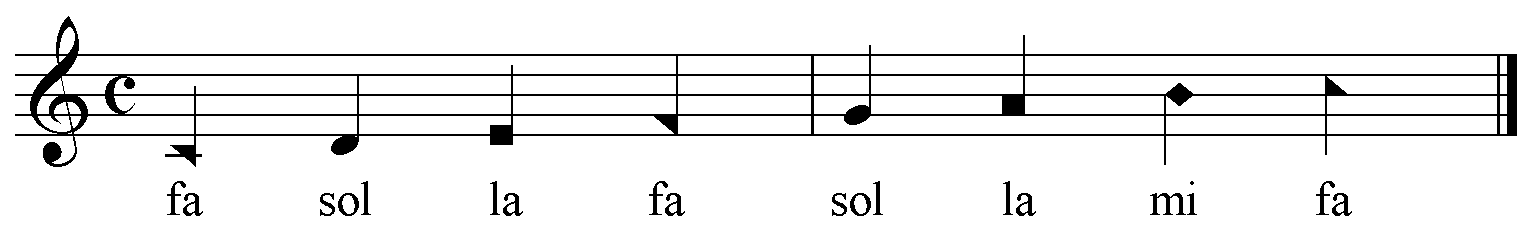
Durtonleiter in 4-Shape Notation

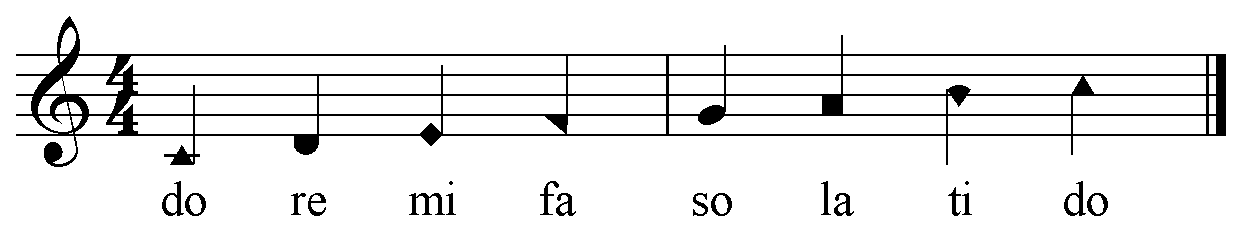
Durtonleiter in 7-Shape Notation

Shape Notes sind ein Notationssystem, das gegen Ende des 18. Jahrhunderts in den Vereinigten Staaten entwickelt wurde, um musikalischen Laien das Singen nach Noten zu erleichtern. Shape-Note-Lieder verwenden die Standardnotation, die Notenköpfe haben aber zusätzlich charakteristische Formen, die den Stufen der Tonleiter zugeordnet sind und mit Solmisationssilben benannt werden.
Das erste Shape-Note-Gesangbuch, The Easy Instructor, wurde 1801 von William Smith and William Little herausgegeben. Mit der Singing-School-Bewegung gewannen Shape-Note-Gesangbücher eine hohe Popularität in den USA.
Zwei Systeme der Shape-Note-Notation haben sich durchgesetzt und sind heute in Gebrauch:
Das 4-Shape-System mit den Solmisationssilben Fa So La Mi, das im Gesangbuch The Sacred Harp verwendet wird, und das 7-Shape-System mit den Solmisationssilben Do Re Mi Fa So La Ti/Si, das z. B. im Gesangbuch The Christian Harmony verwendet wird.

### Notationscodes
Um musikalische Parameter elektronisch „notieren“ und speichern zu können, wurden verschiedene Notationscodes entwickelt. Zu unterscheiden sind Codes für die Wiedergabe von Musik wie MIDI, Codes für die Eingabe oder Speicherung von Musik für den elektronischen Notensatz (wozu prinzipiell alle Dateiformate von Notensatzprogrammen zu rechnen sind) und solche für die musikwissenschaftliche Analyse von Musik wie der Humdrum-Code. MusicXML wurde als Austauschformat konzipiert und vereint Elemente von Humdrum, MuseData und MIDI. MEI ist MusicXML ähnlich, setzt aber auf TEI auf und berücksichtigt stärker musikwissenschaftliche Erfordernisse, insbesondere hinsichtlich der Editionsphilologie.

### Kurzschriften für Akkorde

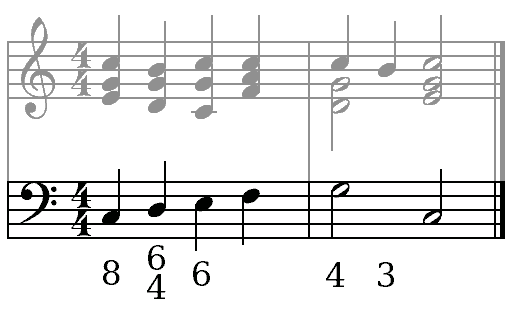
Bezifferter Bass

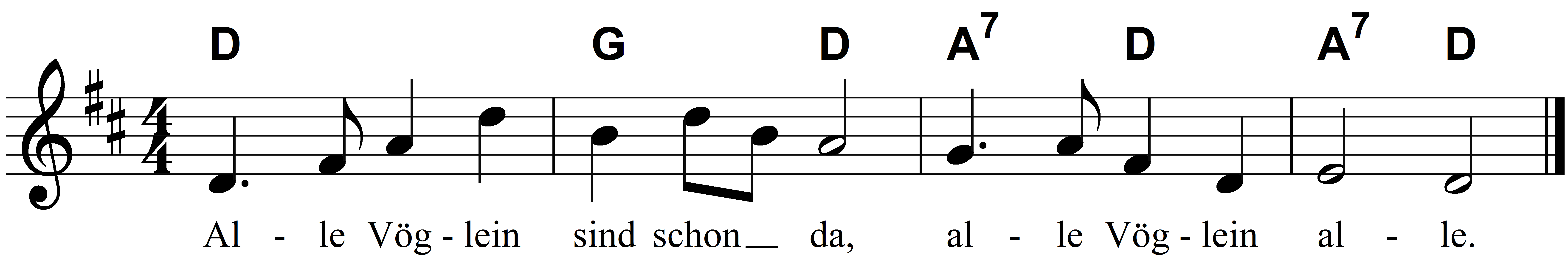
Kinderlied mit Akkordsymbolen über den Noten

In der Tradition des Generalbasses wird eine Bassstimme mit Ziffern versehen, aus denen sich der über dem Basston zu spielende Akkord ableiten lässt. Viele Komponisten benutzten die Bezifferung aber auch, um rasch den harmonischen Verlauf eines Werkes skizzieren zu können. So konnte sich Franz Xaver Süßmayr bei seiner Vollendung von Mozarts Requiem auf einige bezifferte Bässe stützen, die Mozart noch selbst notiert hatte. Die Abbildung rechts zeigt einen einfachen Generalbass, im oberen System ist eine mögliche Ausführung der Bezifferung ausgeschrieben.
Eine andere Richtung verfolgen die heute vor allem im Jazz und in der Popularmusik üblichen Akkordsymbole, die neben dem Notennamen des Akkord-Grundtons einen Code aus Buchstaben und Ziffern aufweisen, mit dem die Art der Harmonie beschrieben wird. Dieses System, das ganz ohne Notenlinien auskommt, wird in Verbindung mit einem Melodie-Notensystem eingesetzt, es gibt aber auch Sammlungen, in denen lediglich Text und Akkordsymbole eines Liedes abgedruckt sind, weil die Melodie als bekannt vorausgesetzt wird.

### Braille-Notenschrift
Unter Verwendung derselben Zeichen wie in seiner Blindenschrift erfand Louis Braille eine musikalische Notation für Sehbehinderte, die heute weltweit verwendet wird. In seinem ausgeklügelten System von Noten-, Oktav-, Harmonie- und Zusatzsymbolen ist es möglich, auch die vertikalen Abläufe mehrstimmiger Musik in eine für Blinde lesbare lineare Zeichenfolge zu bringen. Die größte Sammlung von Noten in Braille-Musikschrift besitzt die National Library for the Blind in Stockport (GB).

### Grafische Notation

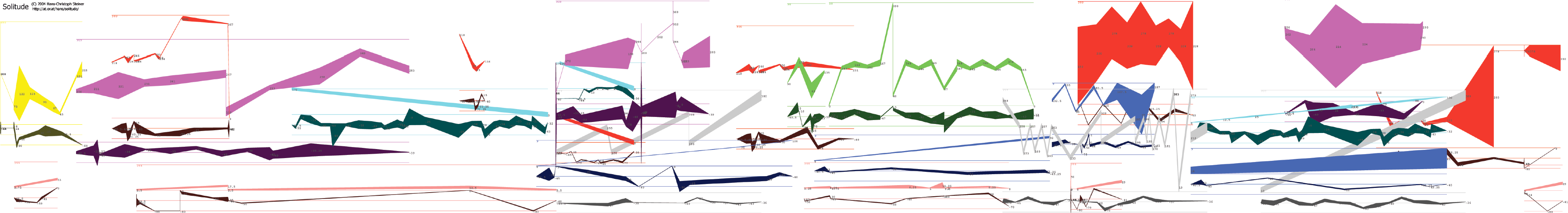
Hans-Christoph Steiners grafische Notation für Solitude.

In den 1960er und frühen 1970er Jahren fühlten viele Komponisten den Wunsch, sich vom klassischen Notenbild zu lösen, das ihnen zu ungeeignet und zu konkret für ihre Musik erschien. Sie begannen, mit grafischer Notation zu experimentieren, um der Inspiration und der Kreativität des ausführenden Musikers mehr Platz einzuräumen. Dies war wesentlich beeinflusst von den Künstlern des Fluxus sowie einer von John Cage und Alison Knowles kuratierten Ausstellung von Partituren und dem dazu von ihnen herausgegebenen Katalog Notations.
Die meisten europäischen Komponisten kehrten jedoch schnell wieder zu einer präzisen („klassischen“) Notation zurück. Unter den Komponisten, die diese Notationsform für längere Zeit extensiv einsetzten, sind vor allem Roman Haubenstock-Ramati und Anestis Logothetis zu nennen.
Eine wichtige Rolle spielte die grafische Notation immer in Musik mit einem elektroakustischen Medium, dessen Part in irgendeiner Form in eine Partitur eingehen sollte, damit sich live Spieler mit ihm koordinieren konnten. Ein frühes und bedeutendes Beispiel ist dazu die Hörpartitur, die Rainer Wehinger 1958 für die elektroakustische Komposition Artikulation von György Ligeti erstellte.

### Farbnotation
Schon Guido von Arezzo verwendete Farben zur Veranschaulichung der Notation, diese verschwanden mit Aufkommen des Notendrucks. Ein neuer Versuch wurde von Arno Peters unternommen. Die Peters-Notation ermöglicht eine räumliche Darstellung der Tonhöhe und der Tondauer. Er ordnete jedem der sieben Töne eine Farbe zu. Er beachtete bei der Zuordnung eine ähnliche Frequenzrelation innerhalb des Lichtspektrums.

### 6-plus-6-Notenschrift

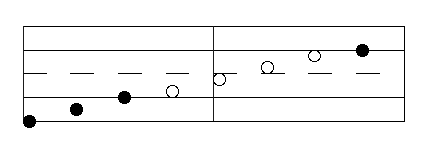
Die Dur-Tonleiter (hier C-Dur) mit 6-plus-6-Noten dargestellt: Beim Ganztonabstand bleibt die Farbe der Noten gleich, beim Halbtonabstand wechselt die Farbe und zusätzlich halbiert sich der Höhenabstand.

Die von Johannes Beyreuther entwickelte Notenschrift spiegelt die Anordnung der beiden Reihen der 6-plus-6-Instrumente wider. Sie besteht aus weißen und schwarzen Noten. Gleichfarbige Noten sind im Ganztonabstand angeordnet. So haben die Töne 1 bis 3 der diatonischen Tonleiter die gleiche Farbe, die Töne 4 bis 7 die entsprechende andere Farbe. Ein Farbwechsel bedeutet einen Wechsel der zu spielenden Reihe. Ein großer Vorteil ist das Transponieren. Eine Melodie in C-Dur geschrieben lässt sich auf zweireihigen 6-plus-6-Instrumenten durch Verschieben des Anfangstones in fünf anderen Tonarten spielen, auf dreireihigen Instrumenten sogar in allen zwölf Tonarten. Auch bei Instrumenten mit einer verschobenen 6-plus-6-Anordnung wie die Hayden-Duet-Konzertina zeigt die Farbe der Noten die Reihe an, in der sich die Tasten befinden. Schlüssel gibt es nicht. Die 6-plus-6-Notenschrift gehört zum Beyreuther-Musikprinzip.

### Rhythmusnotation

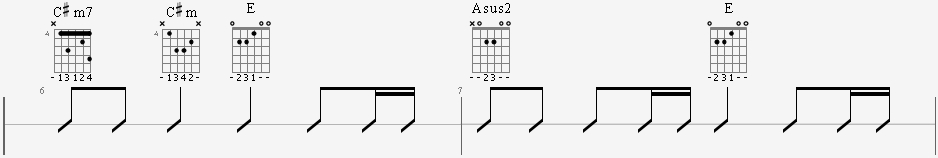
Beispiel einer Rhythmusnotation, hier To Be With You von Mr. Big

Die Rhythmusnotation gibt lediglich die Zeitpunkte an, wann relativ zu einem Metrum Schallereignisse eintreten sollen. Außer für Schlaginstrumente kann sie auch für Sprechstimmen verwendet werden, etwa im Rap. Ergänzt durch Akkordsymbole, wird sie in Jazz und Popmusik eingesetzt – Schlagmuster und Harmonie geben so das Wesentliche an und überlassen die Details den Musikern wie Rhythmusgitarre, Keyboard oder Bass. Hier ist eine schräge Form der Notenköpfe üblich (englisch rhythm slashes).

### Piano-Roll-Notation

Beispiel einer Piano-Roll-Notation, die für die Lesbarkeit auf Papier optimiert wurde (siehe vollständiges Notenblatt).

In Sequenzer-Programmen zur Bearbeitung von Musik mit dem Computer wird meist eine sehr vereinfachte Notation verwendet. Werden beispielsweise Musikstücke über ein MIDI-Keyboard aufgezeichnet, erhält der Computer nur die Information darüber, welche Taste zu welchem Zeitpunkt gedrückt und wann wieder losgelassen wurde, ähnlich wie bei der Aufzeichnung auf einer Notenrolle. Schlüssel, Tonart, Taktart, Vorzeichen und die genauen Notenwerte stehen dem Computer dagegen nicht zur Verfügung. Eine Darstellung der aufgezeichneten Daten in der klassischen Notation ist daher nur mit sehr aufwendigen Algorithmen und manuellen Anpassungen möglich. Sequenzer-Programme arbeiten aus diesem Grund häufig mit einer Piano-Roll-Notation (Notenrollen-Notation), die dem Abdruck auf einer Notenrolle ähnelt und deren Darstellung sich sehr einfach programmieren lässt. Die Piano-Roll-Notation erlaubt auch eine einfache Eingabe oder Bearbeitung von Musikstücken am Bildschirm (in manchen Programmen Piano-Roll-Editor genannt). Auch zum intuitiven Erlernen von Klavierstücken kann die Piano-Roll-Notation verwendet werden, ohne dass das Lesen von klassischen Noten beherrscht werden muss. Piano-Roll-Notationen existieren in zahlreichen Varianten, zum Teil auch unter Verwendung von Farbe. In einigen Ländern wie den USA können Musik-Notationen patentiert werden. Unter den Patenten finden sich einige Beispiele für Piano-Roll-Notationen, wie zum Beispiel das US-Patent 6987220 (von 2006) einer Piano-Roll-ähnlichen Notation mit Farben.